# Braco de Borbón
El Braco de Borbón es una raza francesa de perro de caza originaria del Borbonés.

## Historia
Al Braco de Bourbonnais se le conocía ya en 1598 como perro « hábil para la caza de la codorníz » (Historia Natural de Aldrovandi, Biblioteca Nacional). Los autores antiguos lo describen como agradable compañero del cazador,  de aspecto y salud robustos, con la cola corta de nacimiento, con el pelaje de fondo blanco, completa y finamente moteado de marrón claro o salpicado de leonado. 
Por largo tiempo los criadores han querido imponer un pelaje original de color « morado desteñido » y que los perros tuvieran obligatoriamente la cola corta de nacimiento. Una selección tan estricta, relacionada con factores secundarios, no puede imponérsele a una raza que dispone de un número de ejemplares reducido, y que por otro lado está sometida a pruebas de trabajo. El resultado de esta selección a la inversa tuvo como consecuencia una desafición total por parte de los criadores : del 1963 al 1973 no hubo ninguna inscripción en el L.O.F.
En 1970, bajo la dirección de Michel Comte, un equipo de criadores se impuso la misión de lograr la supervivencia del Braco de Bourbonnais. En la actualidad, gracias a una selección prudente y eficaz, esto es un hecho, a lo cual se le suma la experiencia que permite evitar los errores del pasado.

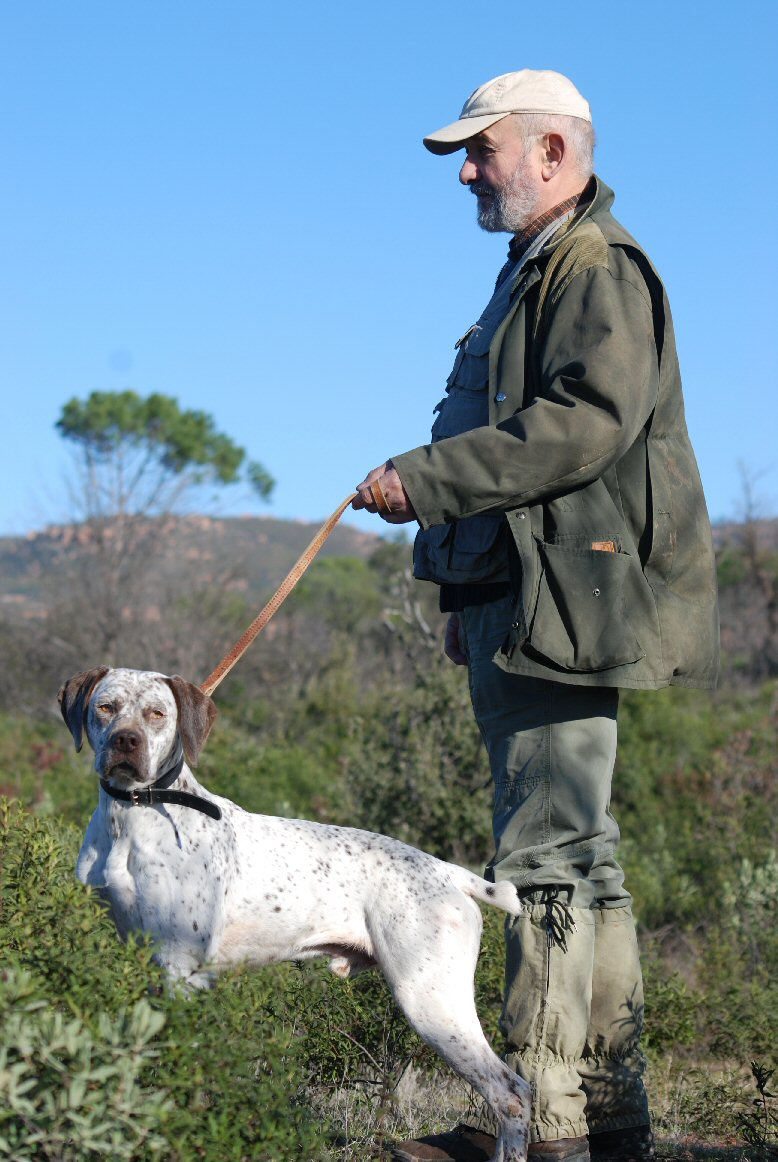
Michel Comte, con su Braque du Bourbonnais, Vrac du Rocher des Jastres, 2008

## Descripción de la raza
Bracoide de muestra, de pelo raso, tamaño mediano, bien proporcionado, musculoso, dando una impresión de robustez y de fuerza, aunque también de elegancia; la hembra es un poco menos robusta y más elegante.

## Proporciones
La longitud del cuerpo es igual o apenas superior a la altura a la cruz. La altura del pecho es igual o levemente superior a la mitad de la altura a la cruz. La longitud del hocico es igual o ligeramente inferior a la del cráneo.

## Medidas
- Altura a la cruz:
- En los machos de 51 a 57 cm.
- En las hembras de 48 a 55 cm.

Se admite una variación de más o menos 1 cm en ejemplares que sean típicos de la raza.
- Peso:
- En los machos de 18 a 25 kg.
- En las hembras de 16 a 22 kg.